# اچ‌ام‌اس تورمالین (جی۳۳۹)
اچ‌ام‌اس تورمالین (جی۳۳۹) (به انگلیسی: HMS Tourmaline (J339)) یک کشتی بود که طول آن ۲۲۱ فوت ۳ اینچ (۶۷٫۴۴ متر) بود. این کشتی در سال ۱۹۴۲ ساخته شد.